# Trachykele fattigi
Trachykele fattigi är en skalbaggsart som beskrevs av Knull 1954. Trachykele fattigi ingår i släktet Trachykele och familjen praktbaggar. Inga underarter finns listade i Catalogue of Life.